# 오토루트 3호선
오토루트 3호선은 프랑스의 고속도로인 오토루트의 3호선으로, 파리의 포르트 드 바뇰레(Porte de Bagnolet)에서부터 북동부의 파리 르부르제 공항 인근을 연결하는 고속도로이다. 파리 르부르제 공항이 있는 북동부 종점에서 오토루트 1호선과 연결된다. 총연장은 17km이며, 유럽 고속도로 15호선의 일부이다.
오토루트 3호선은 보조 노선으로 오토루트 103호선과 오토루트 186호선이 있다. A103호선은 2번 분기점에서 시작되어  Rosny-sous-Bois, Villemomble에 이르며, 오토루트 186호선은 1번 분기점에서 시작되어 몽트뢰까지 이른다.
1969년에 본디-포르트 드 바뇰레 구간이 처음 개통되었다.

## 나들목, 분기점

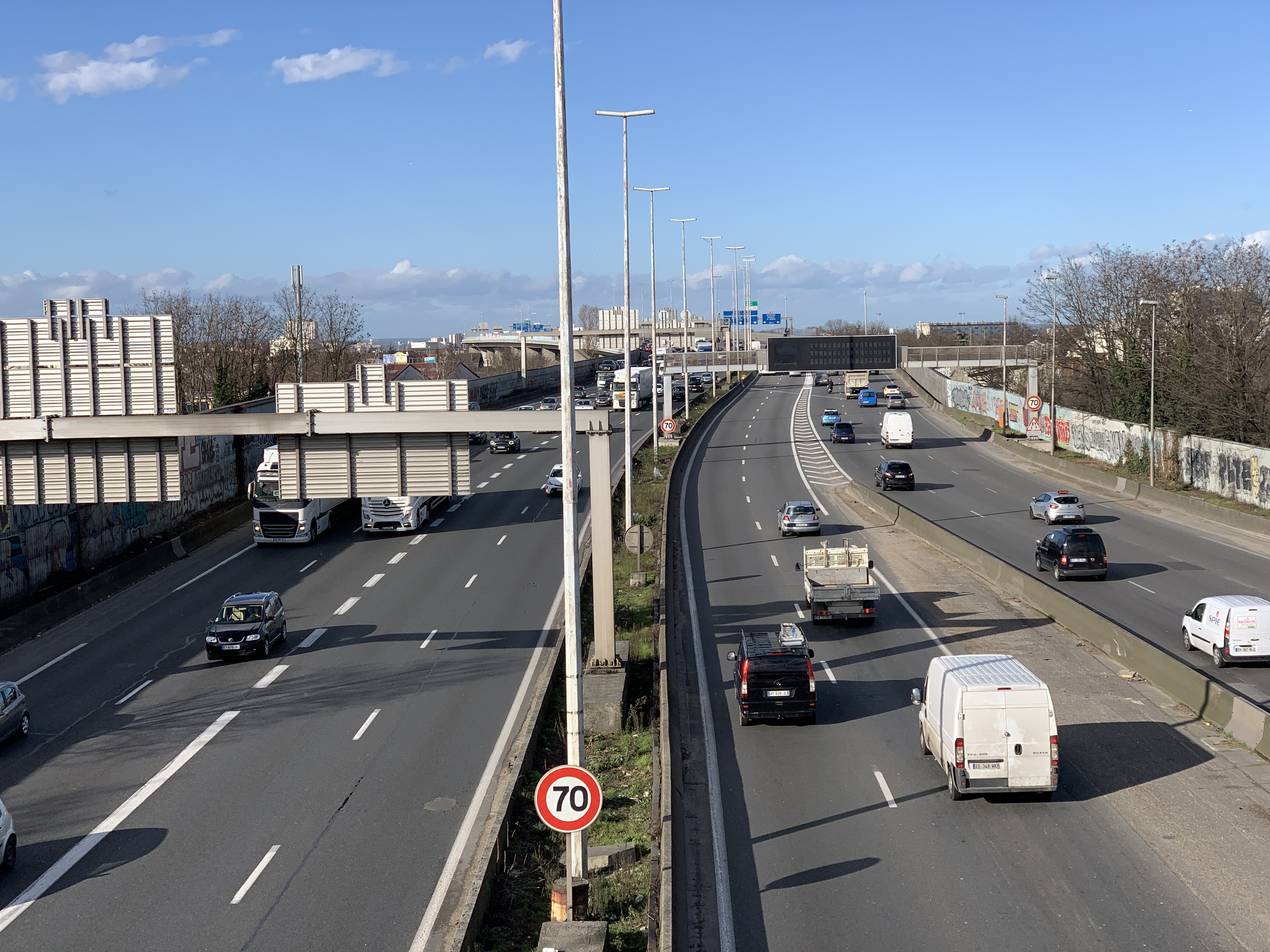

|                 |                                                                     |
| 나들목 / 분기점 | 출구                                                                |
| 고속도로 분기점 | 파리 페리페리크 대로                                                |
| 1               | 오토루트 186호선, 바뇰레, 몽트뢰이                                  |
| 2               | 오토루트 86호선, 오토루트 103호선, 누아지르그랑, 로니수부아, 빌몽블 |
| 3               | 오토루트 86호선, 보비니                                             |
| 4               | 봉디                                                                |
| 5               | 드랑시, 올네수부아                                                  |
| 6               | 르블랑메닐, 빌팽트                                                  |
| 고속도로 분기점 | 오토루트 1호선                                                      |

## 유럽 고속도로
| 유럽 고속도로        | 구간    |
| 유럽 고속도로 15호선 | 전 구간 |

## 같이 보기
- 프랑스의 고속도로